# Arrajon e era Hita
Arrajon e Era Hita (en francès Arrayou-Lahitte) és un municipi francès situat al departament dels Alts Pirineus i a la regió d'Occitània.

## Demografia
| 1962                                       | 1968 | 1975 | 1982 | 1990 | 1999 | 2007 |
| ------------------------------------------ | ---- | ---- | ---- | ---- | ---- | ---- |
| 83                                         | 98   | 94   | 87   | 83   | 93   | 105  |
| Des de 1962: població sense dobles comptes |      |      |      |      |      |      |

## Administració
| Període   | Identitat     | Partit |
| --------- | ------------- | ------ |
| 2001-2008 | Yves Vergez   |        |
| 2001-     | Valérie Lanne |        |